# 楊理
楊理（1426年—1491年），字貫之，直隸淮安府山陽縣人，明朝政治人物。碧山吟社創建者之一。

## 生平
應天鄉試第四十七名舉人，成化二年（1466年）丙戌科二甲第三十名進士。授刑科給事中，十一年（1475年）升刑科都給事中，十四年（1478年）升鴻臚寺左少卿，十五年（1479年）升大理寺左寺丞，二十年（1484年）升大理寺右少卿，二十一年（1485年）升大理寺左少卿，二十三年（1487年）十月任都察院右副都御史、巡撫河南，弘治三年（1490年）升工部右侍郎，四年（1491年）卒於官，賜祭葬。

## 家族
曾祖楊宗元；祖父楊得清；父楊克彰。